# Amblyseius januaricus
Amblyseius januaricus är en spindeldjursart som beskrevs av Wainstein och Vartapetov 1972. Amblyseius januaricus ingår i släktet Amblyseius och familjen Phytoseiidae. Inga underarter finns listade i Catalogue of Life.